# ITF-Turniere in Albuquerque
Die Coleman Vision Tennis Championships sind ein Tennisturnier des ITF Women’s Circuit, das jährlich in Albuquerque, Vereinigte Staaten, ausgetragenen wird.

## Siegerliste

### Einzel
| Jahr                   | Siegerin              | Finalgegnerin              | Ergebnis        |
| ---------------------- | --------------------- | -------------------------- | --------------- |
| ↓ Kategorie: $50.000 ↓ |                       |                            |                 |
| 1998                   | Anne Kremer           | Jane Chi                   | 2:6, 6:4, 6:4   |
| 1999                   | Jennifer Hopkins      | María Vento-Kabchi         | 4:6, 7:6, 6:4   |
| 2000                   | Brie Rippner          | María Vento-Kabchi         | 6:0, 6:0        |
| ↓ Kategorie: $75.000 ↓ |                       |                            |                 |
| 2001                   | Mashona Washington    | Marissa Irvin              | 7:5, 6:3        |
| 2002                   | Laura Granville       | Marie-Ève Pelletier        | 6:72, 6:4, 6:1  |
| 2003                   | Kristina Brandi       | Milagros Sequera           | 6:2, 6:2        |
| 2004                   | Marissa Gould         | Stéphanie Dubois           | 6:1, 4:6, 6:4   |
| 2005                   | Anastassija Rodionowa | Maureen Drake              | 6:2, 6:3        |
| 2006                   | Ahsha Rolle           | Kristina Brandi            | 6:2, 6:4        |
| 2007                   | Rossana de los Ríos   | Maret Ani                  | 7:64, 1:6, 6:2  |
| 2008                   | Julie Ditty           | Rossana de los Ríos        | 6:4, 7:63       |
| 2009                   | Shenay Perry          | Barbora Záhlavová-Strýcová | 7:5, 6:2        |
| 2010                   | Mirjana Lučić         | Lindsay Lee-Waters         | 6:1, 6:4        |
| 2011                   | Regina Kulikowa       | Anna Tatischwili           | 7:5, 6:3        |
| 2012                   | Maria Sanchez         | Lauren Davis               | 6:1, 6:1        |
| 2013                   | Shelby Rogers         | Anna Tatischwili           | 6:2, 6:3        |
| 2014                   | Anna Tatischwili      | Irina Falconi              | 6:2, 6:4        |
| 2015                   | Michaëlla Krajicek    | Naomi Broady               | 6:72, 7:63, 7:5 |
| 2016                   | Mandy Minella         | Verónica Cepede Royg       | 6:4, 7:5        |
| ↓ Kategorie: $80.000 ↓ |                       |                            |                 |
| 2017                   | Emina Bektas          | Maria Sanchez              | 6:4, 6:2        |

### Doppel
| Jahr                   | Siegerinnen                           | Finalgegnerinnen                      | Ergebnis          |
| ---------------------- | ------------------------------------- | ------------------------------------- | ----------------- |
| ↓ Kategorie: $50.000 ↓ |                                       |                                       |                   |
| 1998                   | Rachel McQuillan Nana Miyagi          | Erika de Lone Nicole Pratt            | 7:6, 6:2          |
| 1999                   | Debbie Graham Nana Miyagi             | Marion Maruska Nirupama Sanjeev       | 6:4, 7:5          |
| 2000                   | Brie Rippner Olena Tatarkowa          | Lisa McShea Nirupama Sanjeev          | 6:4, 6:4          |
| ↓ Kategorie: $75.000 ↓ |                                       |                                       |                   |
| 2001                   | Marissa Irvin Katie Schlukebir        | Lisa McShea Nana Miyagi               | 6:4, 1:6, 6:4     |
| 2002                   | Francesca Lubiani Milagros Sequera    | Tetjana Perebyjnis Christina Wheeler  | 1:6, 7:5, 7:5     |
| 2003                   | Samantha Reeves Milagros Sequera      | Amanda Augustus Mélanie Marois        | 6:3, 6:2          |
| 2004                   | Maureen Drake Carly Gullickson        | Stéphanie Dubois María Emilia Salerni | 6:3, 7:66         |
| 2005                   | Julie Ditty Milagros Sequera          | Romana Tedjakusuma Napaporn Tongsalee | 6:3, 6:76, 7:62   |
| 2006                   | Julie Ditty Milagros Sequera          | Christina Fusano Aleke Tsoubanos      | 6:1, 6:4          |
| 2007                   | Melinda Czink Angela Haynes           | Līga Dekmeijere Varvara Lepchenko     | 7:5, 6:4          |
| 2008                   | Julie Ditty Carly Gullickson          | Jorgelina Cravero Betina Jozami       | 6:3, 6:4          |
| 2009                   | Mashona Washington Riza Zalameda      | Melinda Czink Lindsay Lee-Waters      | 6:3, 6:2          |
| 2010                   | Lindsay Lee-Waters Megan Moulton-Levy | Abigail Spears Mashona Washington     | 2:6, 6:3, [10:8]  |
| 2011                   | Alexa Glatch Asia Muhammad            | Grace Min Melanie Oudin               | 4:6, 6:3, [10:2]  |
| 2012                   | Asia Muhammad Yasmin Schnack          | Irina Falconi Maria Sanchez           | 6:2, 1:6, [12:10] |
| 2013                   | Eleni Daniilidou Coco Vandeweghe      | Melanie Oudin Taylor Townsend         | 6:4, 7:62         |
| 2014                   | Jan Abaza Melanie Oudin               | Nicole Melichar Allie Will            | 6:2, 6:3          |
| 2015                   | Paula Cristina Gonçalves Sanaz Marand | Tamira Paszek Anna Tatischwili        | 4:6, 6:2, [10:3]  |
| 2016                   | Michaëlla Krajicek Maria Sanchez      | Elise Mertens Mandy Minella           | 6:2, 6:4          |
| ↓ Kategorie: $80.000 ↓ |                                       |                                       |                   |
| 2017                   | Tara Moore Conny Perrin               | Viktorija Golubic Amra Sadikovic      | 6:3, 6:3          |

## Quelle
- ITF Homepage